# Trilha de Henyey
A trilha de Henyey é o caminho percorrido pelas estrelas pré-sequência principal com massas correspondentes a >0.5 massas solares no diagrama de Hertzsprung-Russell, ao final da trilha de Hayashi. O astrônomo Louis G. Henyey e seus colegas demonstraram, nos anos 50, que uma estrela pré-sequência principal pode permanecer em equilíbrio radiativo por algum período de contração para a sequência principal.
A trilha de Henyey é caracterizada por um lento colapso em quase equilíbrio hidrostático. Elas estão se aproximando da sequência principal quase que horizontalmente no diagrama de Hertzsprung–Russell (isto é, a luminosidade se mantém relativamente constante).